# تیمندورف
تیمندورف (به آلمانی: Timmendorf) یک منطقهٔ مسکونی در آلمان است که در پوئل واقع شده‌است.